# Rienat Bikkinin
Rienat Ajsowicz Bikkinin (ros. Ренат Айсович Биккинин; ur. 9 marca 1979) – rosyjski zapaśnik walczący w stylu klasycznym. Triumfator mistrzostw Europy w 2002. Pierwszy w Pucharze Świata w 2001. Uniwersytecki wicemistrz świata w 2000. Mistrz Rosji w 2003, drugi w 2001 i 2002 roku.